# Gappenach
Gappenach là một đô thị thuộc huyện Mayen-Koblenz bang Rheinland-Pfalz, phía tây nước Đức. Đô thị Gappenach có diện tích 3,51 km², dân số thời điểm ngày 31 tháng 12 năm 2006 là 338 người.